# Hidryta fusiventris
Hidryta fusiventris là một loài tò vò trong họ Ichneumonidae.